# F.C. Como Women
F.C. Como Women – włoski klub piłki nożnej kobiet, mający siedzibę w mieście Como, na północy kraju.

## Historia
Chronologia nazw:
- 1990: Polisportiva Vigor Grandate
- 1996: Vigor Coop 2000
- 1997: F.C.F. Como 2000
- 2009: F.C.F. Como 2000 ASD
- 2019: Associazione Sportiva Dilettantistica Associazione Calcio Femminile Como
- 2020: Società Sportiva Dilettantistica Riozzese Como
- 2021: F.C. Como Women

W 1990 roku klub Polisportiva Vigor Grandate przyłączył się do F.I.G.C. i startował w Serie D. W latach 1996–1997 jako Vigor Coop 2000 występował w Serie C lombarda.
23 czerwca 1997 po fuzji Vigor Coop 2000 oraz Centro Sportivo Italiano powstał klub piłkarski F.C.F. Como 2000. W 1997/98 zespół zwyciężył w mistrzostwach regionalnych Serie C lombarda i awansował do Serie B. W sezonie 2000/01 zajął pierwsze miejsce w grupie A i zdobył promocję do Serie A. Sezon 2003/04 zakończył na 13.pozycji i spadł do Serie A2. W 2009 roku klub przyjął obecną nazwę F.C.F. Como 2000 ASD. W sezonie 2010/11 zajął pierwsze miejsce w grupie A i powrócił do Serie A. W sezonie 2015/16 znów grał w Serie B, po czym wrócił do najwyższej klasy. W 2017 roku zespół został zdegradowany do Serie B, a rok później do Serie C. Latem 2019 klub zmienił nazwę na ASD ACF Como, a po zakończeniu sezonu 2019/20 zdobył awans do Serie B. Ale klub nie rejestruje się w Serie B, a latem 1920 poprzez przeniesienie tytułu sportowego Riozzese (uczestnik Serie B) do Como, zostaje założone SSD Riozzese Como, które startuje w Serie B. W 2021 roku klub przyjął nazwę F.C. Como Women i po zakończeniu sezonu 2021/22 zdobywa tytuł mistrza Serie B oraz promocję do Serie A.

## Sukcesy

### Trofea międzynarodowe
Nie uczestniczył w rozgrywkach europejskich (stan na 01-01-2017).

### Trofea krajowe
- Serie A (I poziom):
  - 8.miejsce (1): 2011/12

- Serie B/A2 (II poziom):
  - mistrz (1): 2000/01 (grupa A), 2010/11 (grupa A), 2015/16 (grupa A)
  - wicemistrz (1): 1999/2000 (grupa A)
  - 3.miejsce (4): 2008/09 (grupa A)

- Puchar Włoch:
  - 1/8 finału (1): 2011/12, 2012/13, 2013/14

## Stadion
Klub rozgrywa swoje mecze domowe na stadionie Centro Sportivo Belvedere w Como, który może pomieścić 1500 widzów.